# José Luis Ceceña Gámez
José Luis Ceceña Gámez (Mazatlán, Sinaloa, 11 de septiembre de 1915 — Santiago de Querétaro, Querétaro, 3 de enero de 2012) fue un economista y académico mexicano. Destacó por dibujar a comienzos de los sesenta el mapa de la subordinación económica de México a Estados Unidos.
Fue investigador emérito del Instituto de Investigaciones Económicas (1987) de la Universidad Nacional Autónoma de México (UNAM), Premio Universidad Nacional en Docencia en Ciencias Económico-Administrativas (1990). Se le otorgó también el Premio Sinaloa de Ciencias y Artes (1995), fue nombrado Doctor Honoris Causa por la Universidad Autónoma de Sinaloa (1997) y miembro del Consejo Directivo de El Colegio de Sinaloa.

## Trayectoria
Nació en Mazatlán, Sinaloa en 1915. Hijo de un coronel del Ejército Revolucionario, Ceceña creció en el poblado de Chinobampo, en el Municipio de El Fuerte. Comenzó a trabajar de maestro rural desde los 14 años. Más adelante se trasladó a la Ciudad de México e ingresó en la Escuela Normal de Maestros.
Continuó sus estudios de economía en la UNAM que terminó en 1945 aunque no presentó su tesis profesional hasta 1962, después de efectuar profundos estudios sobre el capital monopolista en México. Completó su formación académica con una beca de maestría en la American University en Washington D. C.. En 1947 regresó a México y se incorporó a la docencia. Al poco tiempo marchó a Nueva York a trabajar en el área de estudios económicos de la Organización de Naciones Unidas entre 1949 y 1952 donde conoció de primera mano, las modalidades del intervencionismo estadounidense en misiones de asistencia técnica en Centroamérica. Colaboró en el servicio público mexicano entre 1952 y 1960, en la Oficialía Mayor de la Secretaría de Economía y en el Banco Nacional de Crédito Ejidal. A partir de 1960 se dedicó por completo a la investigación y la docencia.
Fue profesor titular de la Escuela Nacional de Economía (hoy Facultad) de 1944 a 1977 e investigador a tiempo completo del Instituto de Investigaciones Económicas de la UNAM desde 1961.
Dirigió la Escuela Nacional de Economía de la UNAM de 1972 a 1977 (durante su gestión se logró la transformación de la Escuela en Facultad), y fue director del Instituto de Investigaciones Económicas de la UNAM de 1980 a 1986.
Una parte importante de la obra de Ceceña se centró en el análisis de la importancia de los monopolios y de la inversión extranjera en la economía mexicana. Junto a otros pensadores, fundó la Sociedad Mexicana de Amigos con la China Popular y promovió la organización en México de la primera feria comercial, industrial y cultural del Dragón Asiático.
Escribió centenares de artículos en la revista Siempre! y en el diario Excélsior. También redactó varios ensayos que se publicaron en Problemas del Desarrollo, la revista del Instituto de Investigaciones Económicas.
Falleció en Querétaro el 3 de enero de 2012 a los 96 años a consecuencia de una neumonía. En 2007 se editó una recopilación de algunos de sus artículos de prensa, un libro con el título de La nación mexicana frente a los monopolios.

### Obra
Entre sus escritos más relevantes destacan los libros:
- El capital monopolista y la economía mexicana,  (traducido y publicado en ruso).
- México en la órbita imperial.
- El imperio del dólar.